# ريكي دوبز
ريكي دوبز (بالإنجليزية: Ricky Dobbs)‏ هو ضابط أمريكي، ولد في 31 يناير 1988.